# Reinhold Langner
Erich Gottlob Reinhold Langner (* 21. November 1905 in Weinböhla; † 11. Januar 1957 in Ockerwitz) war ein deutscher Holzbildhauer, Bauplastiker, Zeichner, Maler und Hochschullehrer.

## Leben

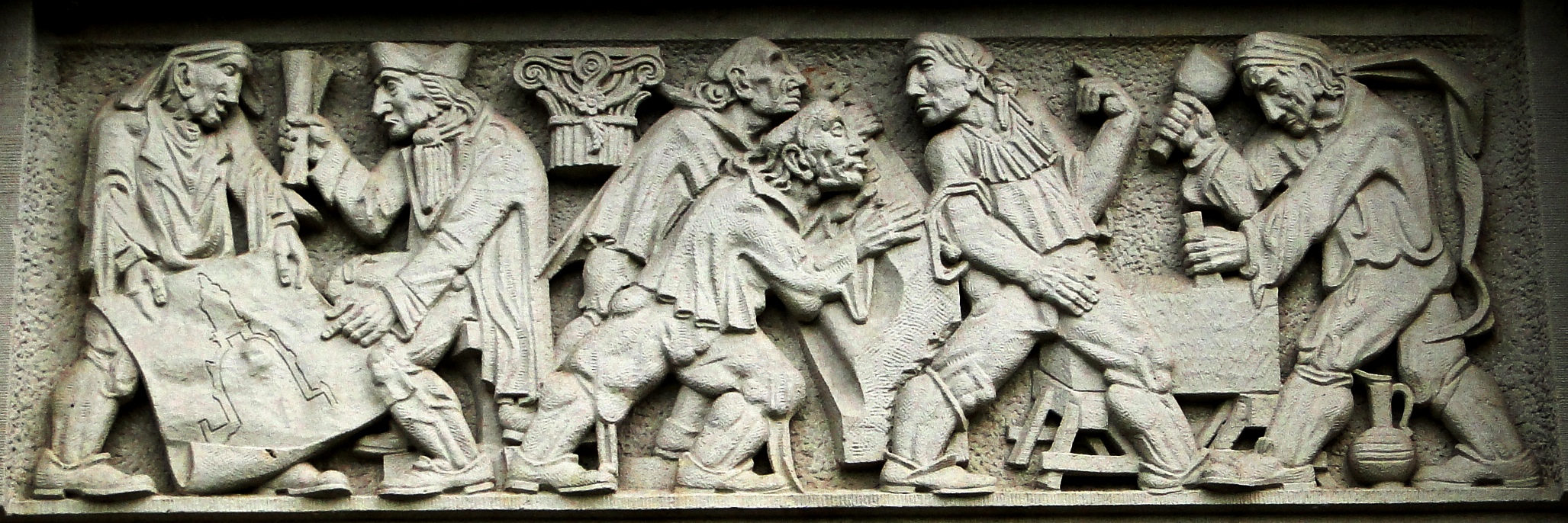
Güntzstraße 28, Relief des Reinhold Langner mit der Frauenkirche.

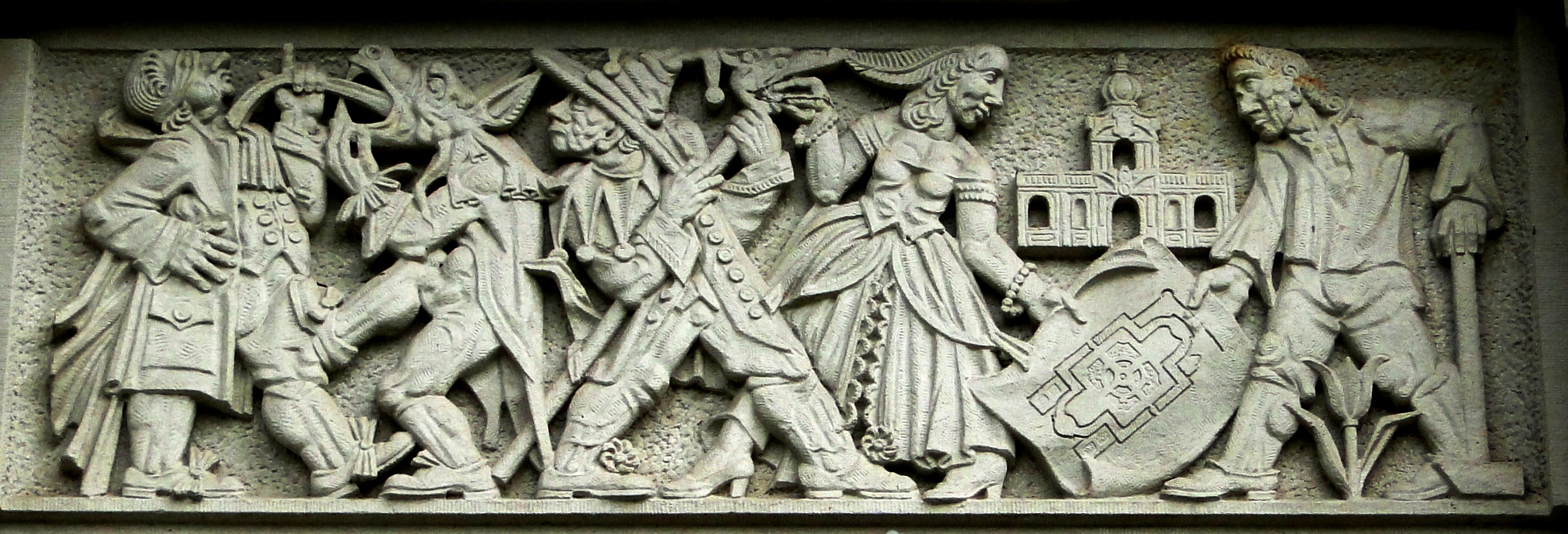
Güntzstraße 28, Relief des Reinhold Langner mit dem Kronentor.

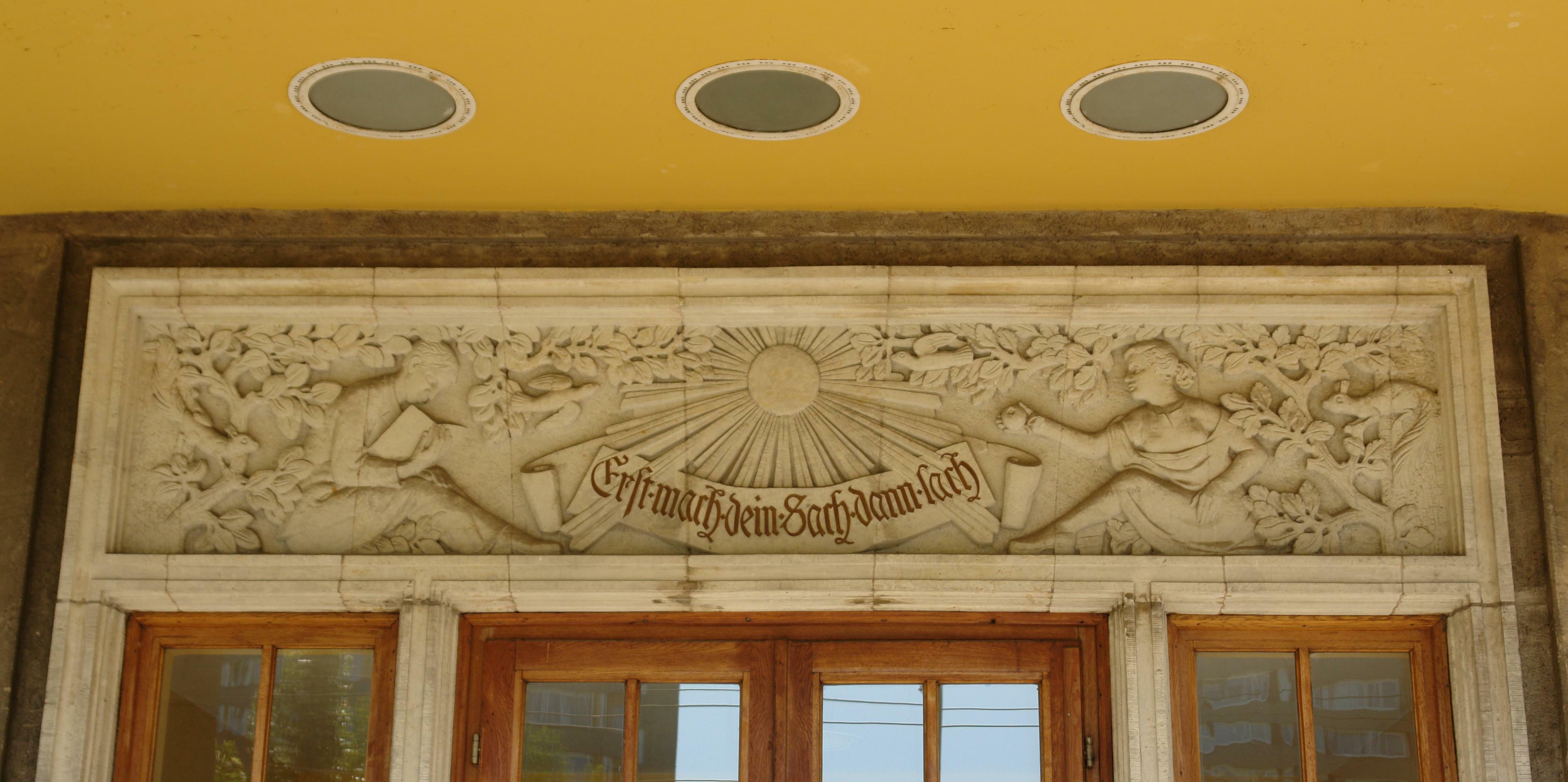
Plastischer Schmuck von Reinhold Langner am Studentenwohnheim Fritz-Löffler-Straße in Dresden

Langner absolvierte eine Lehre als Maurer und Holzbildhauer. Ab Jahr 1925 studierte er bei Theodor Artur Winde Holzbildhauerei an der Kunstgewerbeakademie in Dresden. Bis zu seiner Entlassung 1933 war er Assistent an der Akademie. Von 1933 bis 1942 wirkte er als freischaffender Bildhauer. In dieser Zeit schuf Langner u. a. die bergmännischen Schnitzereien an der Marienberger Rathaustür (1938/39). 
Er war obligatorisch Mitglied der Reichskammer der bildenden Künste. Es ist ab er lediglich 1936 seine Teilnahme an der Kunstausstellung Dresden bekannt. Ab 1941 war Langner Dozent für Holzplastik an der Akademie. Das Dresdner Adressbuch weist ihn 1943/1944 als Bildhauer in der Hammeraue 27 aus.
Nach Ende des NS-Regimes entwickelte er ab 1945 „ein expressives druckgraphisches Werk, in dem die Sprache Barlachs fortlebt.“ Er war maßgeblich am Neuaufbau der Kunsthochschulen Sachsens beteiligt, und er war ab 1945 kommissarischer Leiter dieser Schulen. Von 1946 bis 1948 war er Professor für Bildhauerei an der Akademie der Bildenden Künste Dresden und von 1948 bis 1949 für Angewandte Plastik an der Hochschule für Werkkunst Dresden, der er zu dieser Zeit auch als Rektor vorstand. Ab 1949 war er Lehrbeauftragter und von 1952 bis zu seinem Tod 1957 Professor für Bauplastik an der TH Dresden sowie ein Jahr später zugleich Lehrbeauftragter an der Universität Leipzig. Langner war ab 1950 wesentlich am Wiederaufbau des Museums für Sächsische Volkskunst in Dresden beteiligt, dessen Direktor er 1951 wurde. Bereits 1952 hatte er einen Ruf als Professor für Bauplastik an die TH Dresden angenommen und wirkte in dieser Funktion.
Langner war Mitglied des Verbands Bildender Künstler der DDR und hatte ein Vielzahl von Einzelausstellungen und Ausstellungsbeteiligungen.
Er wurde auf dem Äußeren Briesnitzer Friedhof beigesetzt.

## Fotografische Darstellung Langners
- Unbekannter Autor: Reinhold Langner bei der Arbeit an dem Relief "Aus der Geschichte Dresdens" für das Studentenwohnheim Güntzstraße der Technischen Hochschule Dresden (1956)[3]

## Museen und öffentliche Sammlungen mit Werken Langners (mutmaßlich unvollständig)
- Altenburg/Thür.: Lindenau-Museum
- Dresden: Skulpturensammlung[4]
- Dresden: Galerie Neue Meister[4]
- Dresden: Kunstgewerbemuseum[4]
- Dresden: Museum für Sächsische Volkskunst[4]
- Dresden: Puppentheatersammlung[4]
- Dresden: Sächsischer Kunstfonds[2]
- Dresden: Kupferstichkabinett
- Gera: Otto-Dix-Haus
- Halle (Saale): Kunstmuseum Moritzburg

## Werke (Auswahl)

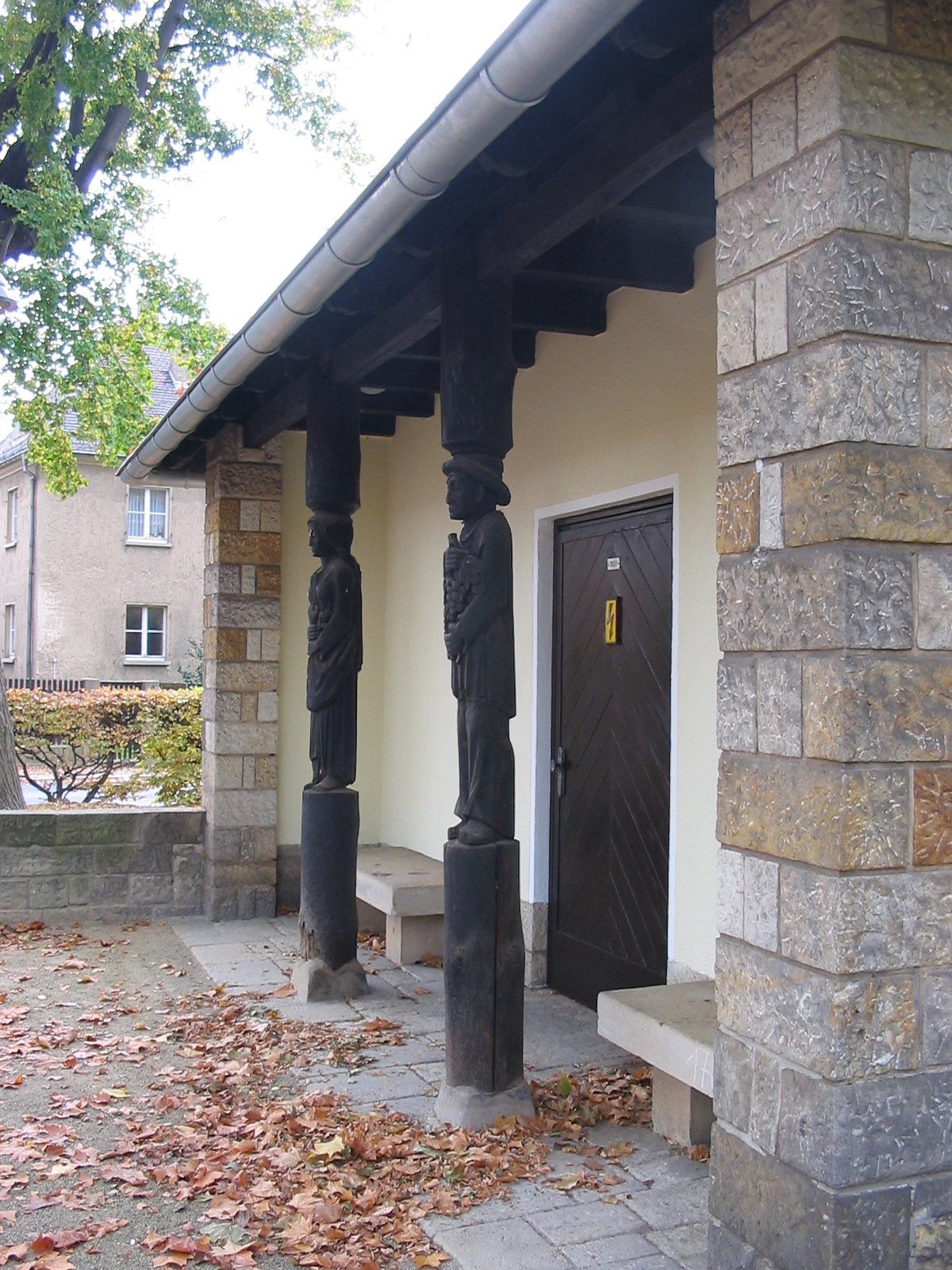
Radebeul, Trafostation Augustusweg / Nizzastraße, Figuren (Winzer und Gärtnerin) von Langner

### Plastiken
- um 1930: Winzer und Gärtnerin, Trafostation Augustusweg (Radebeul), Radebeul
- 1938/1939: Bergmännische Schnitzereien an der Marienberger Rathaustür
- 1939/40: Plastischer Schmuck an der Türe der Filterhalle des Wasserwerkes Dresden-Coschütz
- Hirte (Statue, farbiges Holz)[5]
- 1953–1955: Plastischer Schmuck am Studentenwohnheim Fritz-Löffler-Straße in Dresden
- 1953–1955: Plastischer Schmuck am Studentenwohnheim Güntzstraße 28/28a in Dresden
- bis 1954: Holzreliefs mit Schauspielmotiven, Landesbühnen Sachsen, Radebeul
- Vater und Sohn (Statue, Gips, getönt; auf der Vierten Deutschen Kunstausstellung)[6]
- Plastische Ausschmückung der Eingangshalle des ehemaligen Astoria-Hotels in Dresden
- Plastischer Schmuck für den Plenarsaal des Landtages in Mecklenburg
- Plastiken für die Friedhofskapelle in Reichenau, Erzgebirge

### Publikationen
- Berchtesgadener Volkskunst: Tradition und gegenwärtiges Schaffen im Bild. Als Co-Autor von Manfred Bachmann, in Zusammenarbeit mit Georg Zimmermann. Hrsg. vom Staatlichen Museum für Volkskunst, Dresden.  VEB Friedrich Hofmeister Musikverlag, Leipzig 1957
- Neue Schnitzarbeiten aus dem Erzgebirge. Ein Bericht über die methodische Arbeit zur Erneuerung der materiellen Volkskultur im sächsischen Erzgebirge, VEB Friedrich Hofmeister Musikverlag, Leipzig 1957

## Ausstellungen (unvollständig)

### Postume Einzelausstellungen
- 1970/1971: Dresden („Reinhold Langner - Plastik, Graphik, Zeichnungen“)
- 1987: Dresden, Kunstausstellung Kühl („Reinhold Langner. 1907 – 1957. Plastik, Zeichnung, Malerei, Rollbilder, Druckgraphik“)
- 1996: Dresden, Galerie Kunst der Zeit (Retrospektive)
- 2017: Freital, Einnehmerhaus[7]

### Teilnahme an zentralen und wichtigen regionalen Ausstellungen in der Sowjetischen Besatzungszone bzw. der DDR
- 1945/1946: Dresden, („Freie Künstler. Ausstellung Nr. 1“)[8]
- 1946, 1949 und 1958: Dresden, Allgemeine Deutsche Kunstausstellung, 2. und Vierte Deutsche Kunstausstellung
- 1969: Berlin, Club der Kulturschaffenden Johannes R. Becher („20 Jahre Grafik in der DDR“)
- 1974: Berlin, Altes Museum („25 Jahre Graphik in der DDR. 1949-1974“)
- 1975: Halle, Staatliche Galerie Moritzburg („Kunst im Kampf gegen den Faschismus“)
- 1978/1979: Berlin, Altes Museum („Revolution und Realismus. Revolutionäre Kunst in Deutschland 1917 bis 1933“)
- 1979: Berlin, Altes Museum („Weggefährten – Zeitgenossen. Bildende Kunst aus 3 Jahrzehnten “)
- 1980/1981: Dresden, Albertinum („Kunst im Aufbruch. Dresden 1918 – 1933“)
- 1983: Freital, Neue Galerie im Schloss Burgk („Druckgrafik der DDR. Arbeiten der alten Künstlergeneration.“)
- 1985: Dresden, Albertinum („Bekenntnis und Verpflichtung“)